# Marianne Berglund
Siv Marianne Berglund (ur. 23 czerwca 1963 w Boliden) – szwedzka kolarka szosowa, złota medalistka mistrzostw świata.

## Kariera
Największy sukces w karierze Marianne Berglund osiągnęła w 1983 roku, kiedy zdobyła złoty medal w wyścigu ze startu wspólnego podczas mistrzostw świata w Altenrhein. W zawodach tych wyprzedziła bezpośrednio Amerykankę Rebeccę Twigg i Włoszkę Marię Canins. Był to jedyny medal wywalczony przez Berglund na międzynarodowej imprezie tej rangi. Na rozgrywanych rok później igrzyskach olimpijskich w Los Angeles wyścig ze startu wspólnego ukończyła na 25. pozycji. Cztery lata później, podczas igrzysk w Seulu zajęła 44. miejsce w tej samej konkurencji. Wielokrotnie zdobywała medale mistrzostw kraju, w tym dziewięć złotych.